# Avatha pallidior
Avatha pallidior là một loài bướm đêm trong họ Erebidae.